# Gjerpen
Gjerpen ist eine ehemalige Gemeinde im Südosten der Provinz Telemark in Norwegen und seit 1964 Teil der Gemeinde Skien.  

Bezirke in der Gemeinde Skien

## Geschichte

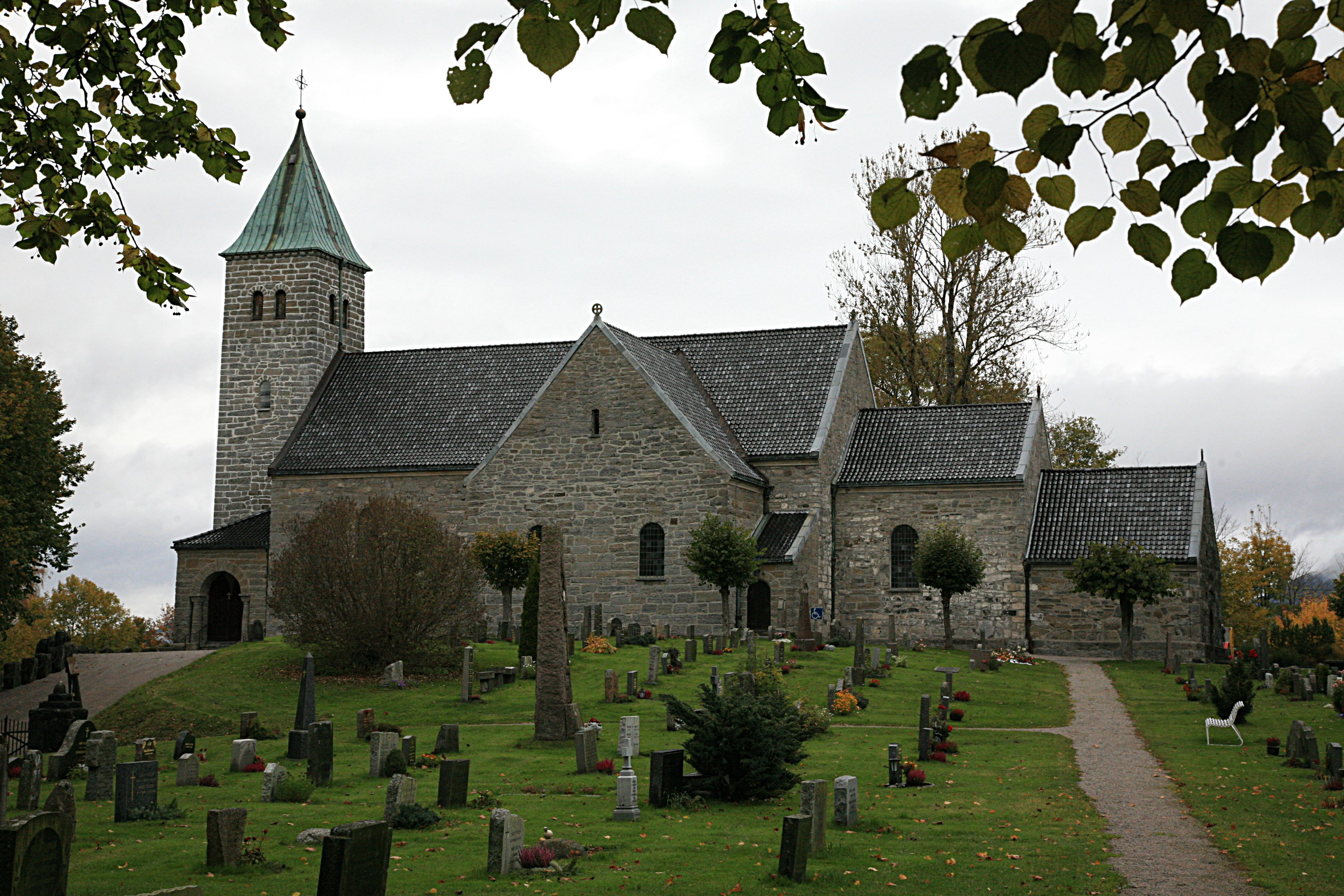
Die Kirche von Gjerpen

Die Gemeinde Gjerpen, östlich der Kernstadt von Skien, wurde am 1. Januar 1838 etabliert.  Zum Zeitpunkt der Volkszählung von 1835 hatte sie 4381 Einwohner; im Jahre 1900 waren es 7162.  1950 war ihre Zahl auf 11994 gewachsen. Bereits am 1. Juli 1916 wurde ein Teil des Gemeindegebiets mit 1.332 Bewohnern nach Skien eingemeindet, und am 1. Juli 1920 kam ein weiterer Teil mit 437 Einwohnern zu Porsgrunn. Die Gemeinde umfasste seitdem die Bezirke Borgestad, Bøle, Gulset und Luksefjell, die allesamt am 1. Januar 1964 nach Skien eingemeindet wurden, sowie Breidablikk, Borge und Hovenga im Süden. Diese drei wurden nach Bürgerprotesten im Jahre 1968 der Gemeinde Porsgrunn zugeteilt. Vor der Eingemeindung hatte Gjerpen eine Bevölkerung von rund 15.300. Der heutige Bezirk Gjerpen umfasst somit nur noch einen kleinen Teil der einstigen Gemeinde.

## Wirtschaft
Das Tal von Gjerpen (Gjerpendalen) mit dem Naturschutzgebiet Børsesjø gilt als eines der fruchtbarsten landwirtschaftlichen Gebiete Norwegens, und die wichtigsten Industriezweige sind die Land- und die Forstwirtschaft.

## Kirche
Die Kirche von Gjerpen, 1153 erbaut und in den Jahren 1781, 1871, 1920 und 2004 mehrfach restauriert, ist eine der ältesten des Landes. Auf ihrem Friedhof befindet sich das Grab des ehemaligen Ministerpräsidenten (1942–1945) und Nazi-Kollaborateurs Vidkun Quisling.

## Persönlichkeiten
- Sverre Grøner (1890–1972), Turner
- Nils Eriksen (1911–1975), Fußballspieler
- Rolf Holmberg (1914–1979), Fußballspieler